# Кусацу (Ґумма)

36°37′14″ пн. ш. 138°35′46″ сх. д. / 36.62056° пн. ш. 138.59611° сх. д.
Куса́цу (яп. 草津町, くさつまち, МФА: [kusat͡su mat͡ɕi̥]) — містечко в Японії, в повіті Аґацума префектури Ґумма. Великий туристичний центр, візитівкою якого є стародавні гарячі ванни Кусацу на термальних водах. Станом на 1 жовтня 2007 площа містечка становила 49,74 км². Станом на 1 серпня 2008 населення містечка становило 7274 осіб.